# Pre-Millennium Tension
Pre-Millennium Tension è il terzo album del musicista inglese Tricky, uscito nel 1996.

## Tracce
1. Vent – 3:05
2. Christiansands – 3:52
3. Tricky Kid – 4:11
4. Bad Dreams – 4:12
5. Makes Me Wanna Die – 4:01
6. Ghetto Youth – 5:38
7. Sex Drive – 3:49
8. Bad Things – 5:12
9. Lyrics of Fury – 3:21
10. My Evil Is Strong – 3:59
11. Piano – 4:14